# Soloneț, Iași
Soloneț este un sat în comuna Bivolari din județul Iași, Moldova, România.